# ドイツ車

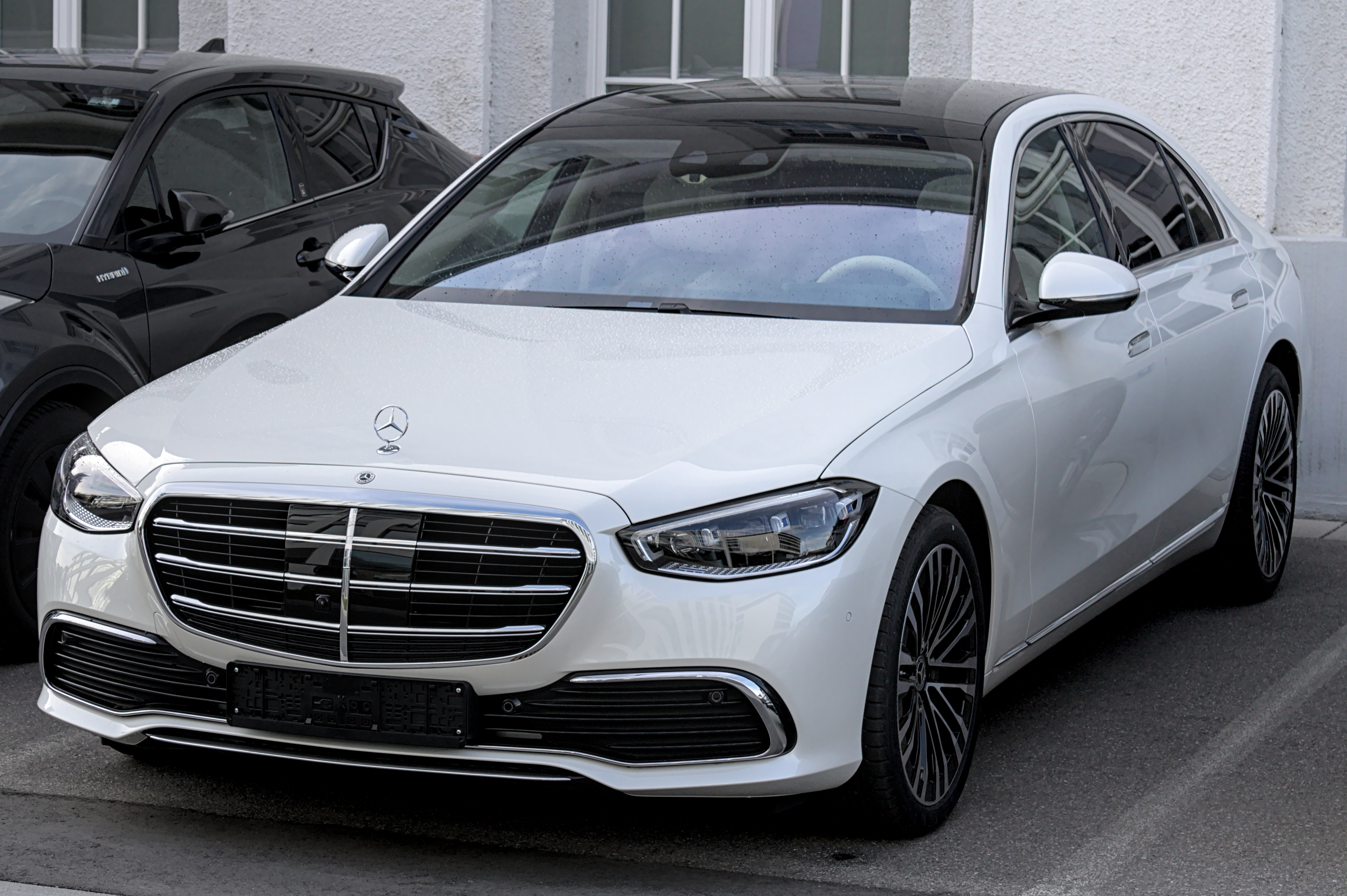
代表的ドイツ車、メルセデス・ベンツ・Sクラス

ドイツ車(German Car)とは、以下のいずれかを意味する。
1. ドイツで生産される自動車　（ドイツ製自動車）
2. ドイツを本拠とする企業・ブランドによって販売される自動車　（独ブランド車）
3. ドイツ資本が所有する企業・ブランドによって販売される、すべての自動車

以前の日本では、ドイツ国と西ドイツ製の自動車を指した。
2004年には、1）が約600万台、2）のうちドイツ国外で生産されたものが約480万台であった。　これらの合計が、広義のドイツ車（生産国を問わない、すべての独ブランド車）に該当する。
3）の定義では、イギリスのMINIやロールス・ロイス（BMWが所有）、イタリアのランボルギーニやスペインのセアト（共にフォルクスワーゲンが所有）なども含まれ、その場合、西ヨーロッパにおけるドイツ車のシェアは46.9%に達する（2005年、VDA・ドイツ自動車工業会）。同会による統計では、ダイムラー・トラック傘下の三菱ふそうトラック・バス（日本）が生産する自動車もドイツ車の範疇である。
1949年から1990年までドイツは西ドイツと東ドイツに分断されていたが、この期間に北米をはじめ世界各国に向けて盛んに輸出され、生産台数を伸ばしていたドイツ車は、もっぱら西ドイツ製であった。

## 概要
自動車産業は、ドイツの基幹産業である。ドイツ人被雇用者の7人に1人、ドイツの輸出の40%が自動車に関連している。
2006年、ドイツの年間自動車生産台数は582万台で、日本（1,148万台）、アメリカ合衆国（1,126万台）、中国（719万台）、に次ぐ世界第4位であった（OICA・国際自動車工業連合会）。
独ブランド車としては、西ヨーロッパ全体での生産台数が約749万台、メキシコを含む北米での生産台数が約349万台、中欧～ロシアでの生産台数が約98万台などとなっている（2005年、VDA）。
2005年、世界最大の自動車市場であるアメリカ合衆国における独ブランド車（乗用車）の販売台数は、前年比1.5%減の約87万台で、市場シェアは0.1%減の5.1%であった。ブランド別の市場シェアは、BMWが1.8%、フォルクスワーゲンとメルセデス・ベンツがそれぞれ1.3%である。

## 日本でのドイツ車
原産国別乗用車輸入実績に見るドイツ製自動車の輸入台数は10万9,969台、金額にして約4,600億円である。（2005年、日本自動車輸入組合）ドイツ製自動車の輸入台数は、輸入車全体の38.7%を占めるに過ぎないが、これはベストセラーであるドイツブランド車の多くが、非ドイツ製であることに起因する。一例として、日本で販売されているフォルクスワーゲン・ゴルフ、BMW・3シリーズやメルセデス・ベンツ・Cクラス（現行型はドイツ製）の多くは南アフリカ製であるほか、一部にはアメリカ製やメキシコ製、チェコ製、スペイン製、フィンランド製のものも存在する。
自動車関連製品の貿易では、ドイツからの輸入が約39.3億ユーロ、ドイツへの輸出が約38.9億ユーロ、とほぼ均衡している（2005年、ドイツ連邦統計局）。

## 主なメーカー・ブランド
- フォルクスワーゲン・グループ
  - フォルクスワーゲン
  - アウディ　
  - ポルシェ
  - MAN Truck & Bus
- メルセデス・ベンツ・グループ　
  - メルセデス・ベンツ
    - メルセデスAMG
    - メルセデス・マイバッハ
    - メルセデス・ベンツEQ

  - Smart
- ダイムラー・トラック
  - メルセデス・ベンツ
  - ゼトラ
- BMW
  - BMW M
- アルピナ

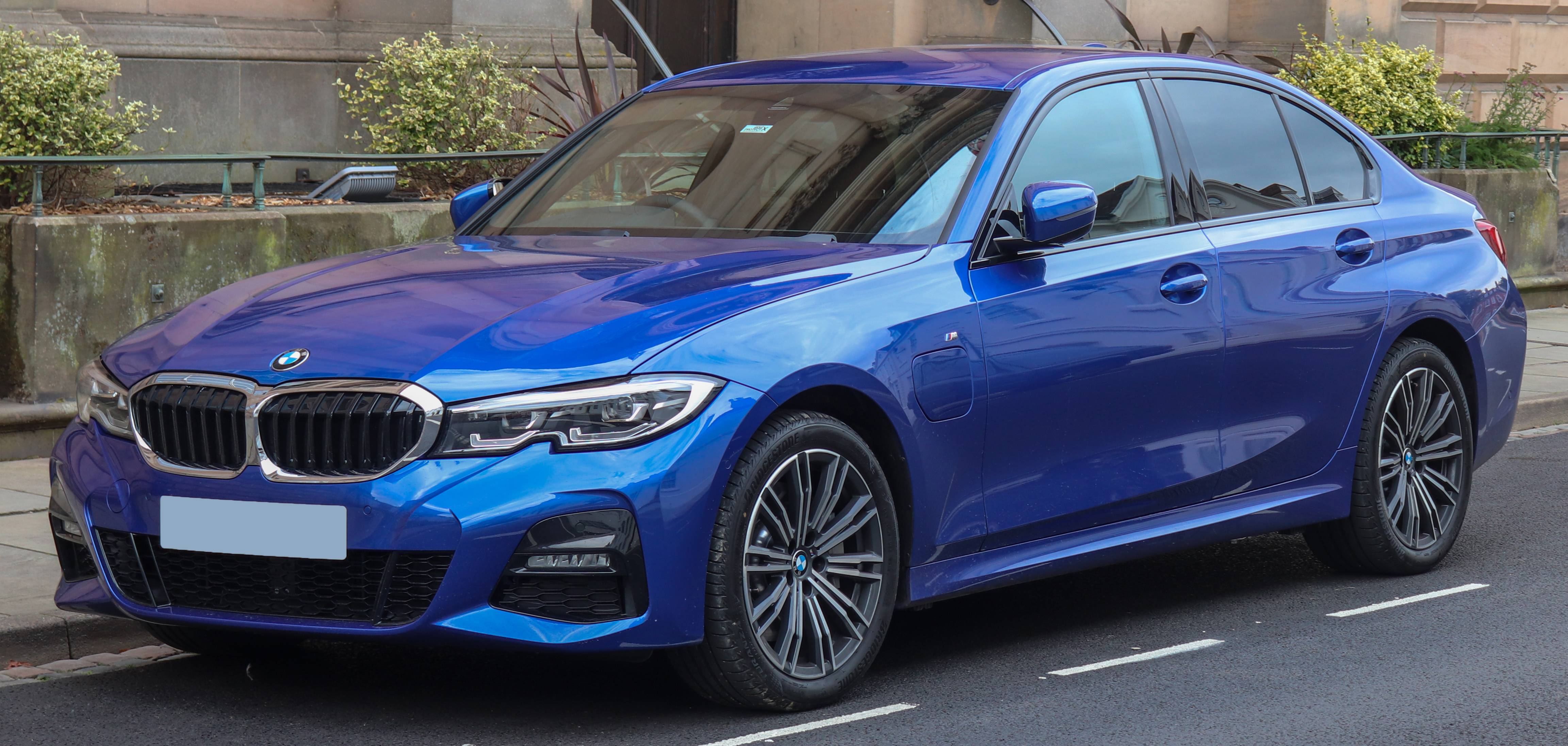
BMW 3シリーズ

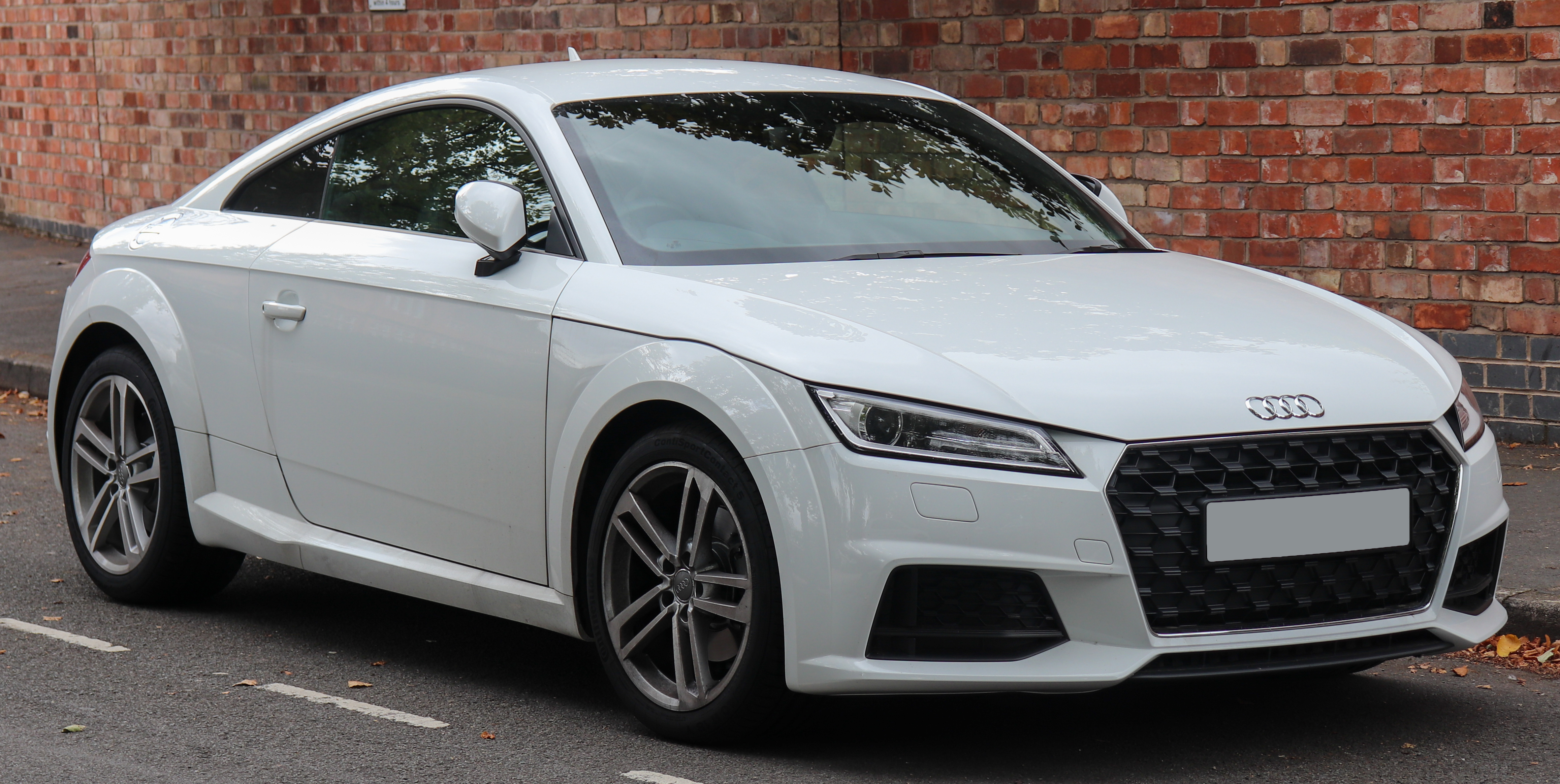
アウディ TT Coupé

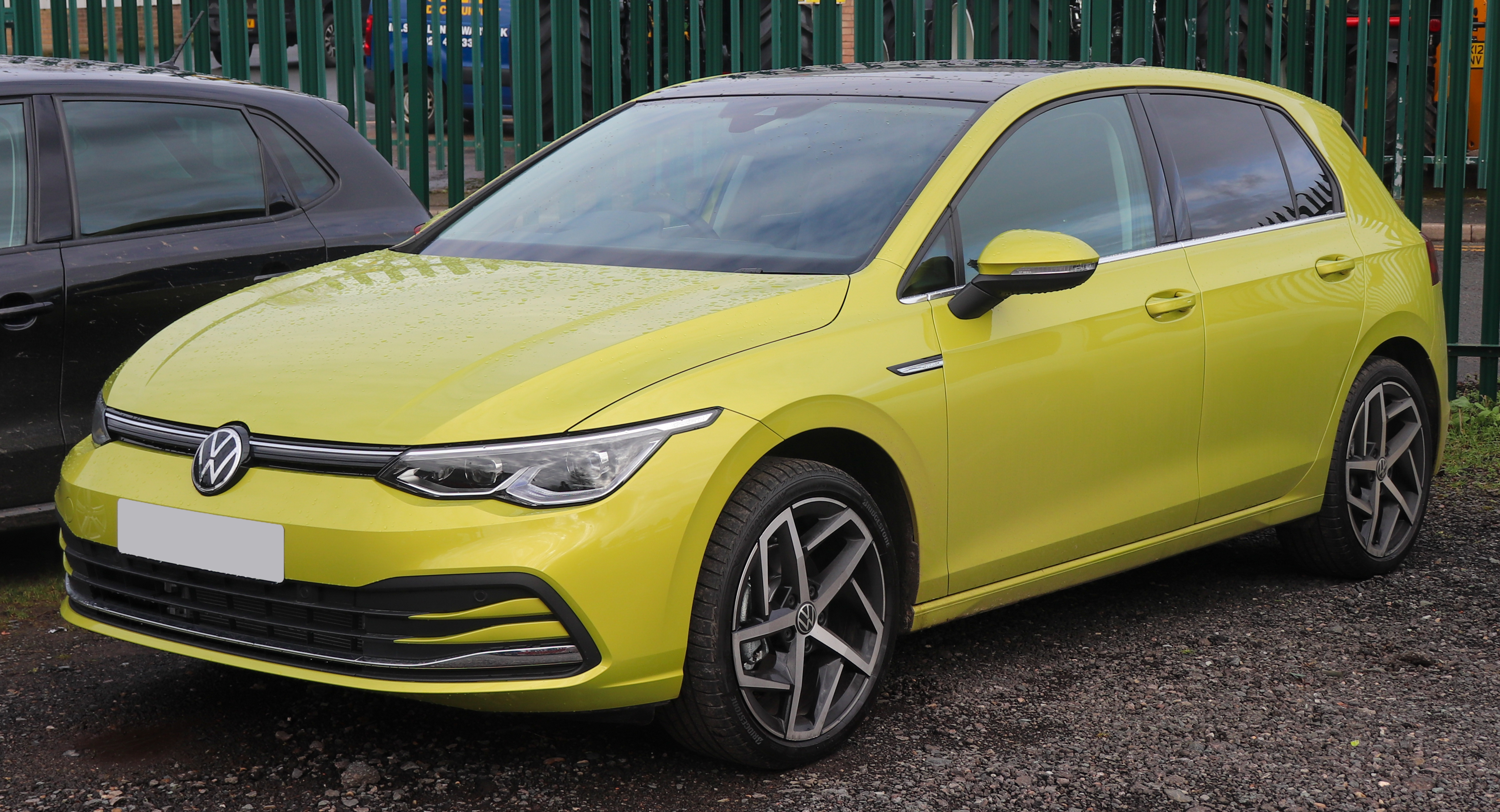
フォルクスワーゲン ゴルフ

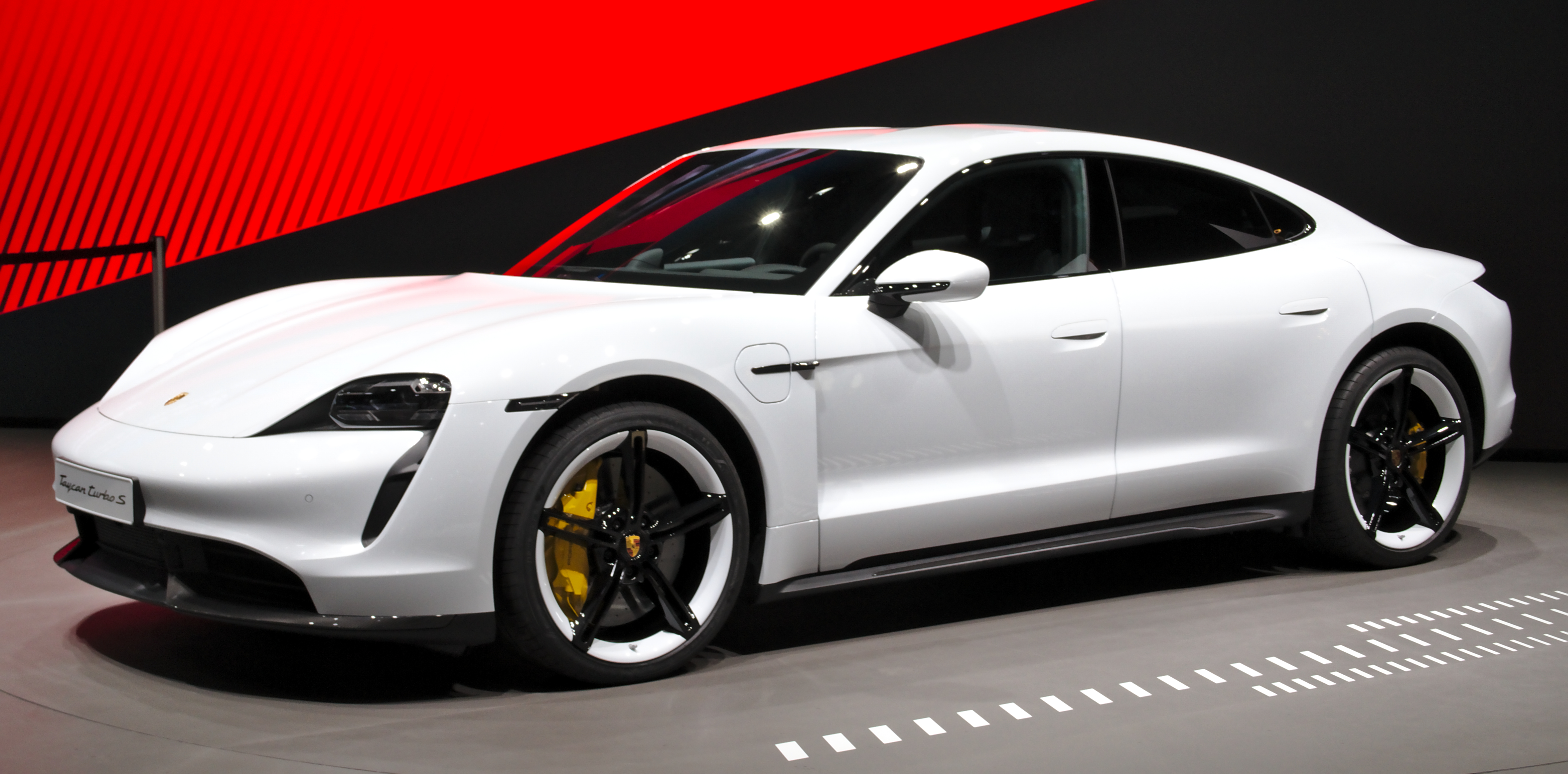
ポルシェ タイカン

- フォード・ジャーマニー（en:Ford Germany）
- オペル（ステランティス）
- YES!

## 生産を終了した自動車メーカー
- ヴィーズマン
- アルテガ（Artega）

## 旧東ドイツ車、いずれもドイツ再統一時（1991年）に生産終了
- トラバント
- ヴァルトブルク
- バルカス